# Ефимов, Борис Владимирович
Бори́с Влади́мирович Ефи́мов (род. 4 апреля 1935, Удмуртия) — советский легкоатлет, специалист по бегу на длинные дистанции. Выступал за сборную СССР по лёгкой атлетике в 1960-х годах, победитель и призёр первенств всесоюзного значения, участник летних Олимпийских игр в Риме. Мастер спорта СССР.

## Биография
Родился 4 апреля 1935 года в Удмуртской АССР.
Занимался лёгкой атлетикой в Ангарске под руководством заслуженного тренера РСФСР Алексея Даниловича Кузьмина. Позже проходил подготовку в Запорожье и Луганске, выступал за Украинскую ССР и добровольное спортивное общество «Авангард».
Впервые заявил о себе на всесоюзном уровне в сезоне 1960 года, когда на Мемориале братьев Знаменских в Москве стал пятым в беге на 10 000 метров. Позднее на чемпионате СССР в Москве был четвёртым в дисциплинах 5000 и 10 000 метров. Благодаря череде удачных выступлений удостоился права защищать честь страны на летних Олимпийских играх в Риме — на предварительном квалификационном этапе дистанции 5000 метров показал результат 14:14.68, чего оказалось недостаточно для выхода в финал.
В 1961 году финишировал пятым на кроссе Юманите во Франции, стал четвёртым на Мемориале братьев Знаменских в Москве.
На чемпионате СССР 1962 года в Москве показал в беге на 10 000 метров пятый результат.
В 1963 году в дисциплине 10 000 метров стал вторым в матчевой встрече со сборной США в Москве, выиграл бронзовую медаль на чемпионате страны в рамках III летней Спартакиады народов СССР в Москве.
На чемпионате СССР 1965 года в Алма-Ате в беге на 5000 и 10 000 метров был шестым.
В 1966 году на чемпионате СССР в Днепропетровске в дисциплине 10 000 метров пришёл к финишу пятым.
В 1967 году выиграл бронзовую медаль в беге на 5000 метров на Мемориале братьев Знаменских в Москве, финишировал восьмым в беге на 10 000 метров на чемпионате СССР в Москве.
В 1968 году на дистанции 10 000 метров стал шестым на Мемориале братьев Знаменских в Ленинграде, взял бронзу на чемпионате СССР в Цахкадзоре.
По состоянию на 1971 год оставался действующим спортсменом и продолжал принимать участие в различных легкоатлетических стартах.
Впоследствии с семьёй проживал в Луганске, в 2015 году отметил 80-летие.